# OR2T1
OR2T1 (англ. Olfactory receptor family 2 subfamily T member 1) – білок, який кодується однойменним геном, розташованим у людей на короткому плечі 1-ї хромосоми.  Довжина поліпептидного ланцюга білка становить 369 амінокислот, а молекулярна маса — 41 996.
| 10         |  | 20         |  | 30         |  | 40         |  | 50         |
| ---------- |  | ---------- |  | ---------- |  | ---------- |  | ---------- |
| MWQEYYFLNV |  | FFPLLKVCCL |  | TINSHVVILL |  | PWECYHLIWK |  | ILPYIGTTVG |
| SMEEYNTSST |  | DFTFMGLFNR |  | KETSGLIFAI |  | ISIIFFTALM |  | ANGVMIFLIQ |
| TDLRLHTPMY |  | FLLSHLSLID |  | MMYISTIVPK |  | MLVNYLLDQR |  | TISFVGCTAQ |
| HFLYLTLVGA |  | EFFLLGLMAY |  | DRYVAICNPL |  | RYPVLMSRRV |  | CWMIIAGSWF |
| GGSLDGFLLT |  | PITMSFPFCN |  | SREINHFFCE |  | APAVLKLACA |  | DTALYETVMY |
| VCCVLMLLIP |  | FSVVLASYAR |  | ILTTVQCMSS |  | VEGRKKAFAT |  | CSSHMTVVSL |
| FYGAAMYTYM |  | LPHSYHKPAQ |  | DKVLSVFYTI |  | LTPMLNPLIY |  | SLRNKDVTGA |
| LKRALGRFKG |  | PQRVSGGVF  |  |            |  |            |  |            |

A: Аланін

C: Цистеїн

D: Аспарагінова кислота

E: Глутамінова кислота

F: Фенілаланін

G: Гліцин

H: Гістидин

I: Ізолейцин

K: Лізин

L: Лейцин

M: Метіонін

N: Аспарагін

P: Пролін

Q: Глутамін

R: Аргінін

S: Серин

T: Треонін

V: Валін

W: Триптофан

Кодований геном білок за функціями належить до рецепторів, g-білокспряжених рецепторів, білків внутрішньоклітинного сигналінгу. 
Задіяний у такому біологічному процесі як поліморфізм. 
Локалізований у клітинній мембрані.